# Briollay
Briollay är en kommun i departementet Maine-et-Loire i regionen Pays de la Loire i nordvästra Frankrike. Kommunen ligger i kantonen Tiercé som tillhör arrondissementet Angers. År 2022 hade Briollay 3 193 invånare.

## Befolkningsutveckling
Antalet invånare i kommunen Briollay
| Referens: INSEE |